# Осинки (Таловский район)
Осинки — посёлок в Таловском районе Воронежской области.
Входит в состав Еланского сельского поселения.

## География
Посёлок находится на расстоянии 23 км к северо-востоку от рабочего посёлка Таловая, административного центра района.

### Часовой пояс
Посёлок Осинки, как и вся Воронежская область, находится в часовой зоне МСК (московское время). Смещение применяемого времени относительно UTC составляет +3:00.

## Население
| 2010 |
| ---- |
| 179  |

## Улицы
- ул. Ветеранов,
- ул. Молодёжная,
- ул. Приовражная.

## Экономика
На территории села находится совхоз «Еланский», занимающийся растениеводством.